# Masters de Montecarlo 2011
El Montecarlo Rolex Masters 2011 fue un torneo de tenis masculino que se jugó del 9 al 18 de abril de 2010 sobre polvo de ladrillo. Fue la 105.ª edición del llamado Masters de Montecarlo, patrocinado por Rolex por tercera vez. Tuvo lugar en Montecarlo Country Club en Roquebrune-Cap-Martin, Francia, cerca de Montecarlo, Mónaco.

## Campeones

### Individuales
Rafael Nadal vence a  David Ferrer 6-4, 7-5

### Dobles
Bob Bryan /  Mike Bryan vencen a  Juan Ignacio Chela /  Bruno Soares 6-3, 6-2
| Predecesor: Montecarlo 2010 | Masters de Montecarlo 2011 | Sucesor: Montecarlo 2012 |
| Predecesor: Miami 2011      | ATP Masters Series 2011    | Sucesor: Madrid 2011     |